# Pseudeos
Pseudeos Peters, 1935 è un genere di uccelli della famiglia degli Psittaculidi..

## Tassonomia
Comprende le seguenti specie:
- Pseudeos cardinalis (G.R.Gray, 1849) - endemismo delle Isole Salomone
- Pseudeos fuscata (Blyth, 1858)	 - diffuso in Nuova Guinea